# Charles Hutton
Charles Hutton, född den 14 augusti 1737, död den 27 januari 1823, var en engelsk matematiker.
Hutton var 1773–1807 professor i matematik vid krigshögskolan i Woolwich och tjänstgjorde en tid som sekreterare för Royal society i London. 
Hutton gjorde värdefulla insatser inom utbildningen för artilleri- och fortifikationsväsendet i England. Bland hans många matematiska skrifter var det flera som länge ansågs aktuella och gavs ut i nya upplagor.